# 세븐미니츠
《세븐미니츠》(7 Minutes)는 2014년 오스틴 영화제에 공개된 미국의 범죄 드라마 스릴러 영화이다.

## 배역
주연
- 레븐 램빈 - 케이트 역
- 루크 미첼 - 샘 역

조연
- 제인 홀츠 - 오웬 역
- 크리스 크리스토퍼슨 - 미스터 B 역
- 케빈 게이지 - 턱키 역